# Scusate se esisto!
Scusate se esisto! è un film del 2014 diretto da Riccardo Milani, con protagonisti Paola Cortellesi e Raoul Bova.
Il progetto di architettura su cui la protagonista lavora  è  un esplicito riferimento alla proposta di concorso di Guendalina Salimei per la riqualificazione del Corviale, il Kilometro verde.

## Trama
Serena Bruno è una brillante architetta di origine abruzzese. Dopo essersi costruita una prestigiosa carriera a Londra, sentendo la nostalgia di casa decide di trasferirsi a Roma. Una volta tornata in patria, scopre però che ottenere un posto di lavoro all'altezza della sua qualifica è estremamente difficile, poiché, a differenza del resto del mondo, l'Italia discrimina il sesso femminile; la ragazza è così costretta ad accettare lavori umilianti per sbarcare il lunario. Mentre lavora come cameriera in un ristorante, conosce il fascinoso proprietario Francesco, da cui rimane subito folgorata; in seguito, tuttavia, scopre che l'uomo, separato dalla moglie da 6 anni e padre d'un figlio di 7, è omosessuale: passato lo sconcerto ne diventa amica, trasferendosi a casa sua e adeguandosi alla sua vita libertina.
Un giorno, inseguendo il ladro che le ha rubato il motorino, Serena si ritrova per puro caso nel quartiere di Corviale, e scopre quanto esso sia degradato: inizia così a elaborare un progetto per riqualificarlo, basato sulla diversità socioculturale dei suoi abitanti. Il suo progetto viene accolto positivamente dallo studio di architettura del dottor Ripamonti, ma per una serie di coincidenze questi finisce per invertire nome e cognome della donna e credere di interfacciarsi con l'architetto Bruno Serena. Per portare avanti il progetto, la donna elabora un piano: fa impersonare l'inesistente Bruno a Francesco, fingendo che egli sia in viaggio di lavoro in Giappone e possa comunicare solo tramite videoconferenza; lei, sotto l'identità della segretaria Giulia Conti, porta avanti il progetto nello studio Ripamonti.
Durante la sua permanenza nello studio, Serena ha modo di constatare quanto Ripamonti sia in realtà incompetente: il lavoro viene infatti svolto dal suo valido team, capeggiato dall'instancabile segretaria Michela; nondimeno, tutti i colleghi si mostrano servili nei confronti dell'architetto, facendo di tutto per compiacerlo ed evitare la sua misoginia e omofobia. Nel frattempo Maria, ex-moglie di Francesco, gli affida Elton, il bambino che hanno avuto prima del suo coming out: l'uomo non ha mai avuto il coraggio di parlargli apertamente, così chiede a Serena di fingersi fidanzata con lui. Anche alla mamma e alla zia di Serena, che insistono perché lei si trovi un uomo, viene fatto credere che i due siano una coppia; la situazione si complica quando Pietro, un collega di Serena, si invaghisce di lei: la donna gli fa dapprima credere di essere l'amante di Bruno Serena, ma poi finisce per cedere alla passione.
I lavori vanno avanti e tutto sembra sistemarsi: Pietro e Serena si mettono insieme, mentre Francesco si lega allo stravagante Nicola, che ha collaborato alle varie messinscene. Poco prima che il progetto termini, tuttavia, Ripamonti decide di stravolgerlo, non più nell'ottica di riqualificare il quartiere ma di trarne un vantaggio economico: in un momento di rabbia, Serena gli rinfaccia la sua incompetenza e rivela tutta la verità, mandando all'aria il progetto e mettendo a repentaglio la sua carriera. Questo comporta anche la rottura con Pietro, che si sente ingannato dalla donna.
Arriva il momento della partenza di Elton: nonostante le insistenze di Serena, Francesco non è riuscito a parlargli di sè, ma il bambino dimostra di aver compreso da solo la situazione e di aver reagito con grande maturità. Serena si reca in ufficio a ritirare i suoi effetti personali, ma ha una grande sorpresa: ispirati dal suo coraggio, i colleghi trovano la forza di ribellarsi a Ripamonti, e a mostrarsi al loro capo per quello che sono realmente. Anche Pietro si riappacifica con Serena.
Tempo dopo Serena, insieme a Pietro, Francesco, Elton, Nicola e Michela si ritrova a pranzo da mamma e zia, nella loro casa tra i monti abruzzesi. Per la prima volta, Serena si rende conto di essere a suo agio nonostante il futuro incerto.
Al termine del film viene specificato che la storia si ispira al vero progetto Kilometro Verde di Guendalina Salimei.

## Produzione
Il film è stato prodotto da Fulvio e Federica Lucisano per Italian International Film con Rai Cinema. Alcune scene del film sono state girate ad Anversa degli Abruzzi e Pescasseroli, in provincia dell'Aquila.

## Distribuzione
Il primo trailer viene diffuso il 28 ottobre sul canale ufficiale YouTube della 01 Distribution. Il film è stato distribuito nelle sale cinematografiche italiane da 01 Distribution a partire dal 20 novembre 2014. Il film ha incassato complessivamente 5 478 000 euro.

## Riconoscimenti
- 2015 - David di Donatello
  - Nomination Migliore attrice protagonista a Paola Cortellesi
- 2015 - Nastro d'argento
  - Nomination Migliore produttore a Fulvio e Federica Lucisano per IIF con Warner Bros. Italia e con Rai Cinema
  - Nomination Migliore attrice protagonista a Paola Cortellesi
- 2016 - Premio Dedalo Minosse Cinema come miglior film[9]